# Onthophagus anguliceps
Onthophagus anguliceps là một loài bọ cánh cứng trong họ Bọ hung (Scarabaeidae).